# Bakerjev otok
Bakerjev otok, izvorno angleško 'Baker Island', je nenaseljeni atol severno od ekvatorja v osrednjem Tihem oceanu na  0°13′N, 176°31′W, okoli 3100 km jugozahodno od Honoluluja. Leži nekako na pol poti med Havaji in Avstralijo.
Bakerjev otok je nevključeni in neorganizirani teritorij ZDA.